# 김천서부초등학교
김천서부초등학교는 대한민국 경상북도 김천시 부곡동에 있는 공립 초등학교이다.

## 학교 연혁
- 1937년 6월 10일 김천태화정공립보통학교 개교
- 1938년 4월 1일 김천태화정공립심상소학교 (교명 변경)[1]
- 1941년 4월 1일 김천태화정공립국민학교 (교명 변경)[2]
- 1945년 10월 31일 김천서부국민학교 (교명 변경)
- 1996년 3월 1일 김천서부초등학교로 교명 변경[3]
- 2011년 10월 31일 양치실 완공
- 2012년 1월 18일 실외수도시설 완공
- 2013년 1월 10일 도서관 현대화사업, 조리실습실 공사, 강당냉난방 공사
- 2013년 8월 26일 과학실 현대화 사업 완료
- 2020년 3월 1일 구본일 교장 취임
- 2021년 2월 5일 제79회 졸업식 (전체졸업생수 16,892명)
- 2021년 3월 1일 초등 7(1)학급, 유치원 1학급 편성

## 학교 상징
- 교화 - 배롱나무 : 자유와 평화, 협동, 끈기와 연속성을 상징하는 배롱나무, 자유롭고 평화스런 학원 풍로 속에서 서로 협동하고 뭉쳐서, 우리학교를 길이 빛내고자 꽃 피우고 있다.
- 교목 - 소나무 : 소나무의 늘 푸름은 본교가 청운의 꿈을 품고 활기찬 교육활동과 영명불멸의 학교로서 끈기있게 새역사를 창조하고 만고에 청정하리라 다짐한다.

## 참고 자료
- 김천서부초등학교 - 한국교육학술정보원 학교알리미